# 辛果漆
辛果漆（学名：Drimycarpus racemosus）是漆树科辛果漆属的植物。分布在越南、锡金、缅甸、印度、不丹以及中国大陆的云南等地，生长于海拔130米至900米的地区，多生于山谷或沟边密林中，目前尚未由人工引种栽培。